# 1916 (album)
1916 je deváté studiové album anglické heavymetalové skupiny Motörhead. Vydala jej dne 21. ledna 1991 hudební vydavatelství Epic Records a WTG Records a jeho producenty byli Peter Solley a Ed Stasium. Jde o první album skupiny po odchodu od společnosti GWR Records. V britské hitparádě se album umístilo na 24. příčce; v americké až na 142. Album bylo neúspěšně nominováno na cenu Grammy.

## Seznam skladeb
| Pořadí | Název                          | Autor                                                      | Délka |
| ------ | ------------------------------ | ---------------------------------------------------------- | ----- |
| 1.     | The One to Sing the Blues      | Ian Kilmister, Phil Campbell, Michael Burston, Phil Taylor | 3:07  |
| 2.     | I'm So Bad (Baby I Don't Care) | Kilmister, Campbell, Burston, Taylor                       | 3:13  |
| 3.     | No Voices in the Sky           | Kilmister, Campbell, Burston, Taylor                       | 4:12  |
| 4.     | Going to Brazil                | Kilmister, Campbell, Burston, Taylor                       | 2:30  |
| 5.     | Nightmare/The Dreamtime        | Kilmister, Campbell, Burston, Taylor                       | 4:40  |
| 6.     | Love Me Forever                | Kilmister, Campbell, Burston, Taylor                       | 5:27  |
| 7.     | Angel City                     | Kilmister                                                  | 3:57  |
| 8.     | Make My Day                    | Kilmister, Campbell, Burston, Taylor                       | 4:24  |
| 9.     | R.A.M.O.N.E.S.                 | Kilmister, Campbell, Burston, Taylor                       | 1:26  |
| 10.    | Shut You Down                  | Kilmister, Campbell, Burston, Taylor                       | 2:41  |
| 11.    | 1916                           | Kilmister                                                  | 3:44  |

## Obsazení
- Ian „Lemmy“ Kilmister – zpěv, baskytara
- Phil „Wizzö“ Campbell – kytara
- Michael „Würzel“ Burston – kytara
- Phil „Philthy Animal“ Taylor – bicí